# Estádio Municipal José dos Santos Pinto
O Estádio Municipal José dos Santos Pinto é um dos estádios municipais da Covilhã, estando ligado intimamente à história do Sporting da Covilhã, que usa o equipamento para os seus jogos em casa.
Deve o seu nome a José Lopes dos Santos Pinto, tendo sido nomeado em sua homenagem em 1940 (o recinto era anteriormente conhecido como Campo do Alto do Hospital).
A construção iniciou em 1932 e três anos depois já recebia jogos de futebol e podia albergar cerca de 3 000 pessoas. Tendo a Serra da Estrela como pano de fundo, o recinto foi sofrendo obras e renovações e possui iluminação artificial e cadeiras para 1 200 pessoas.
Em 2022, foram iniciadas novas obras de requalificação do estádio, nomeadamente, a reconstrução de uma bancada de modo a albergar entre 600 e 800 lugares, com um investimento na ordem dos 5 milhões de euros para uma capacidade final de 3 500 espectadores.